# Walid Hamid
Walid Hamid né le 21 décembre 1994 à Amsterdam aux Pays-Bas est un kick-boxeur néerlando-marocain de poids welters.

## Biographie
Walid Hamid naît et grandit à Amsterdam-West, dans le quartier de Slotervaart. Dans sa jeunesse, son meilleur ami à l'école lui fait découvrir le monde du kickboxing. Walid Hamid commence lui même ce sport à l'âge de dix ans en s'inscrivant dans la salle Argan te Overtoom. Il est entraîné par trois personnes : Fikri Tijarti, Fouad Tijarti et Mourad Tijarti. Il commence sa carrière professionnelle à l'âge de dix-huit ans dans l'organisation Fight League.
En 2015, il conserve son titre de champion du monde à Abu Dhabi. Le 5 août 2017, il prend part aux qualifications du Grand Prix King Mohammed VI en Fight League à Tanger. De ses débuts dans l'organisation jusqu'en 2018, il n'a perdu aucun combat.
En septembre 2018, il signe son deuxième contrat professionnel dans l'organisation Enfusion.

## Palmarès
- 2014 : Champion du monde Fight League -70 kg
- 2015 : Champion du monde Fight League -70 kg[6]